# Saint-Martin-Gimois
Saint-Martin-Gimois är en kommun i departementet Gers i regionen Occitanien i sydvästra Frankrike. Kommunen ligger i kantonen Saramon som tillhör arrondissementet Auch. År 2022 hade Saint-Martin-Gimois 84 invånare.

## Befolkningsutveckling
Antalet invånare i kommunen Saint-Martin-Gimois
Referens:INSEE